# Томов, Абдулла
Абдулла Томов (фр. Abdullah Tomov; 8 июня 1997, Ингушетия, Россия) — французский, а ранее российский борец вольного стиля, многократный чемпион Франции.

## Биография
Уроженец Ингушетии. 7 февраля 2015 года в австрийском городе Вольфурт одержал победу на международном турнире среди юниоров «Флац-2015». В апреле 2018 года в бельгийском Кельмисе, победив в финале Умара Муталимова, выиграл международный турнир на призы братьев Сайтиевых. В январе 2019 года стал бронзовым призёром чемпионата Франции. 21 декабря 2019 года в составе сборной Саргемина, стал победителем клубного чемпионата Франции, в финальной схватке против команды Соттевиль-ле-Руан он победил Адама Амсиева. 1 марта 2020 года в Шалон-сюр-Соне, победив в финале Расула Альтемирова, выиграл чемпионат Франции. 16 января 2021 года в Ницце принимал участие на Мемориале Анри Деглана. В октябре 2021 года в городе Шильтигайм, победив в четвертьфинале у Дауда Исаева, а в полуфинале у Ильмана Саритова, которые выступали за местный клуб, вышел в финал, где одолел Адама Амсиева из Соттевиль-ле-Руана, став чемпионом Франции. В середине марта 2022 года в городе Милич одержал победу на Открытом Кубке Польши. В середине мая 2022 года в городе Безансон выиграл чемпионат Франции.

## Спортивные результаты
- Чемпионат Франции по вольной борьбе 2019 — ;
- Чемпионат Франции по вольной борьбе 2020 — ;
- Чемпионат Франции по вольной борьбе 2021 — ;
- Чемпионат Франции по вольной борьбе 2022 — ;

## Личная жизнь
Брат: Якуб Томов, также борец.